# Beeldenpark Hakone

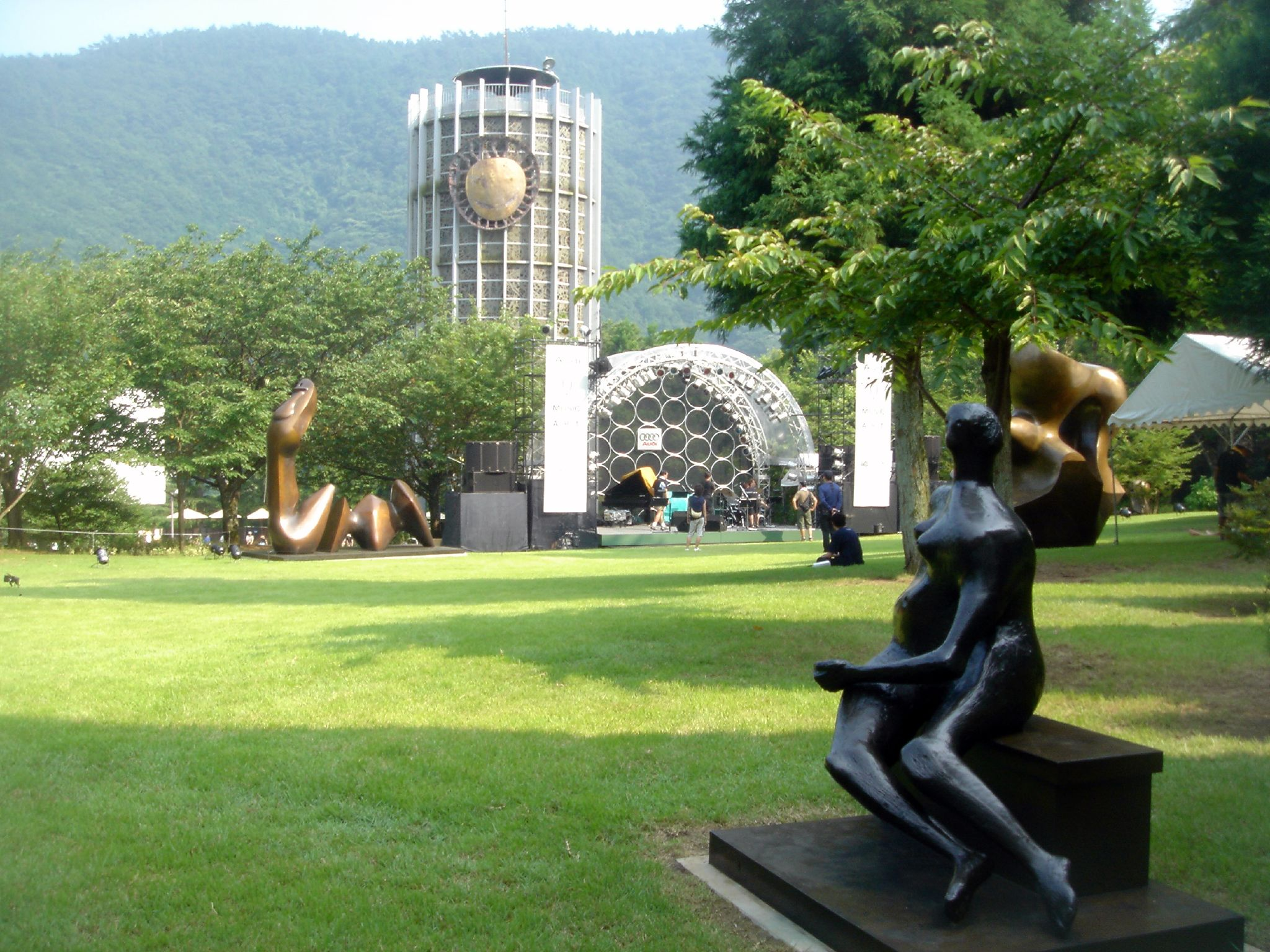
overzicht beeldenpark

Het Beeldenpark Hakone of 'Hakone Open-air Museum ( 彫刻の森美術館, Chōkoku no mori bijutsukan, ned. Kunstmuseum Woud van Skulpturen) is een beeldenpark in het Fuji-Hakone-Izu National Park in Hakone, Kanagawa in Japan.

## Het Park
Het is het eerste beeldenpark van Japan, geopend in 1969, en heeft een oppervlakte van 70.000 m². In het museum en het beeldenpark worden beeldhouwwerken tentoongesteld van internationale kunstenaars, zoals:
- Hans Aeschbacher
- Émile-Antoine Bourdelle
- Alexander Calder
- Robert Erskine
- Pericle Fazzini
- Naum Gabo
- Bukichi Inoue
- Phillip King
- Joan Miró
- Henry Moore
- Marta Pan
- Pablo Picasso
- Antoine Poncet
- Auguste Rodin
- Niki de Saint Phalle
- Yasuo Mizui

en vele anderen.